# Epidendrum morganii
Epidendrum morganii là một loài thực vật có hoa trong họ Lan. Loài này được Dodson & Garay mô tả khoa học đầu tiên năm 1980.